# Хмелівська сільська рада (Роменський район)
Хмелі́вська сільська́ ра́да — колишній орган місцевого самоврядування в Роменському районі Сумської області. Адміністративний центр — село Хмелів.

## Загальні відомості
- Населення ради: 1 749 осіб (станом на 2001 рік)

## Населені пункти
Сільській раді підпорядковані населені пункти:
- с. Хмелів
- с. Заклимок

### Колишні населені пункти
- Солодухи, зняте з обліку 1994

## Склад ради
Рада складається з 16 депутатів та голови.
- Голова ради: Рибалко Ольга Григорівна
- Секретар ради: Костюк Людмила Михайлівна

### Керівний склад попередніх скликань
| Прізвище, ім'я, по батькові | Основні відомості                                                 | Дата обрання | Дата звільнення |
| --------------------------- | ----------------------------------------------------------------- | ------------ | --------------- |
| Щебетун Любов Петрівна      | Сільський голова, 1955 року народження, позапартійна              | 26.03.2006   | 31.10.2010      |
| Рибалко Ольга Григорівна    | Сільський голова, 1961 року народження, освіта вища, позапартійна | 31.10.2010   |                 |

Примітка: таблиця складена за даними сайту Верховної Ради України